# Puente del Perdón (Rascafría)
El puente del Perdón es un puente de piedra sobre el río Lozoya, que data de mediados del siglo XVIII. Se encuentra en la sierra de Guadarrama, en el término municipal de Rascafría (Comunidad de Madrid, España).

## Historia

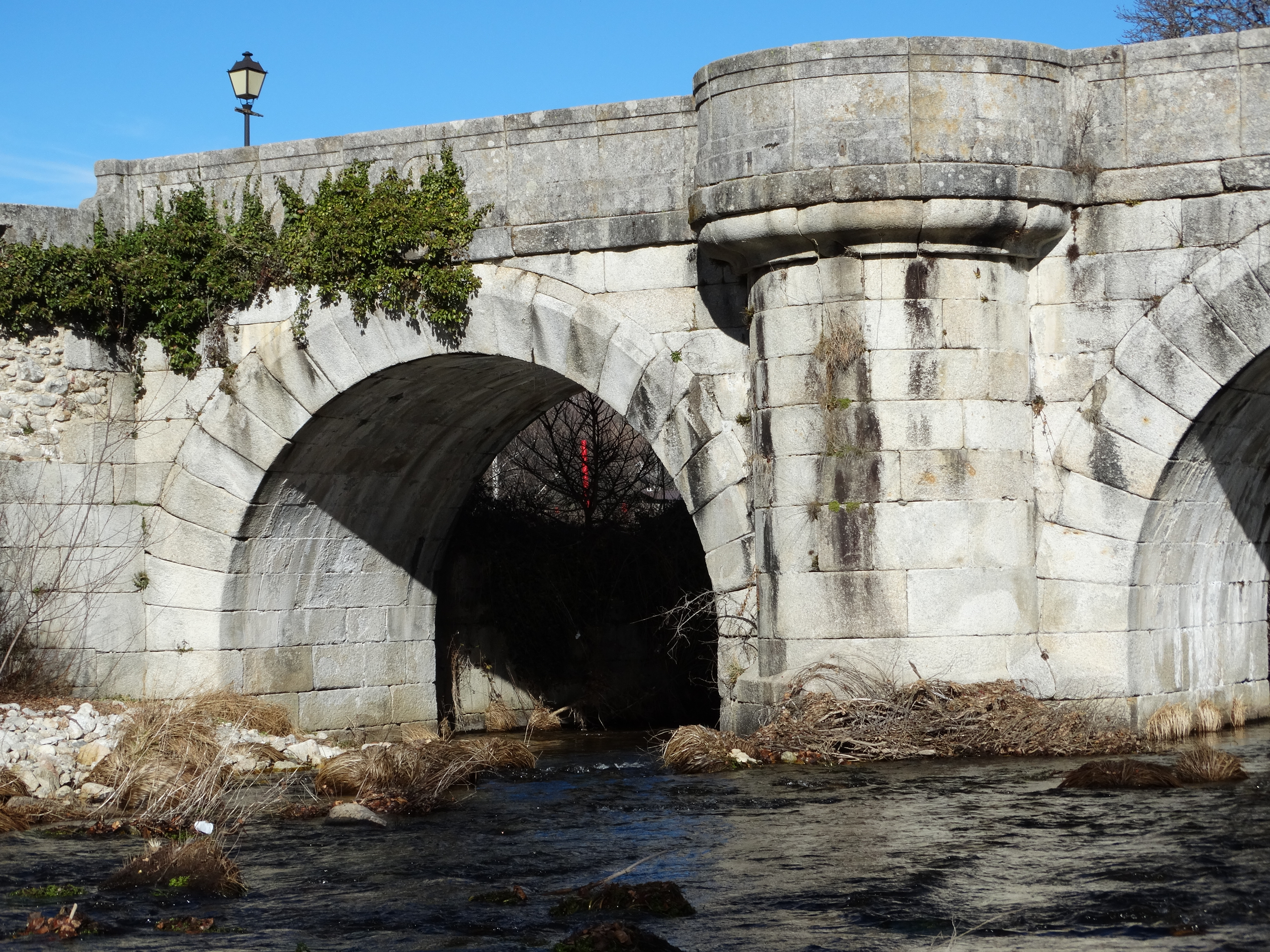
Detalle de un arco con boquilla abocinada.

El primer puente del Perdón fue erigido a comienzos del siglo XIV, en 1302, justo enfrente del monasterio de Santa María de El Paular, para sortear el curso del río Lozoya. Las crecidas del río y la dura climatología invernal del Valle Alto del Lozoya deterioraron el puente, por lo que a mediados del siglo XVIII fue reemplazado por uno nuevo que es el que actualmente existe. Está edificado en sillería de granito y cuenta con tres arcos de medio punto y dos descansaderos levantados sobre los pilares que cuentan con bancos de piedra.

## Usos
Sirvió a los monjes de vía de acceso hacia el Molino de papel de Los Batanes, una de las principales industrias que explotaban los monjes cartujos de Santa María de El Paular. Como anécdota, de este molino salió el papel con el que se imprimió la primera parte de Don Quijote de La Mancha, publicada en Madrid en 1605.
Dado el relativo aislamiento del valle del Lozoya, separado de Madrid y Segovia por sendas cordilleras que superan los 2000 metros de altura, las autoridades locales tenían por costumbre efectuar los juicios junto al puente. Los reos apelaban su sentencia ante el tribunal en el mismo puente y, si eran perdonados, volvían sanos y salvos. Si no era así los alguaciles les conducían a la Casa de la Horca, situada a unos dos kilómetros en dirección al puerto de Cotos, donde eran ejecutados. De aquella tradición le viene el nombre.
En la actualidad, el caserón que antecede al puente del Perdón en la ribera izquierda del Lozoya es el centro de gestión del parque natural de Peñalara. Junto a este edificio, se encuentra el Centro de Educación Ambiental Puente del Perdón, donde se informa sobre las rutas a realizar por la zona, además de participar en sus actividades de educación ambiental, o visitar alguna de sus áreas temáticas, como el Arboreto Giner de los Ríos, las distintas exposiciones o el Área de Recursos Agroecológicos.

## Galería

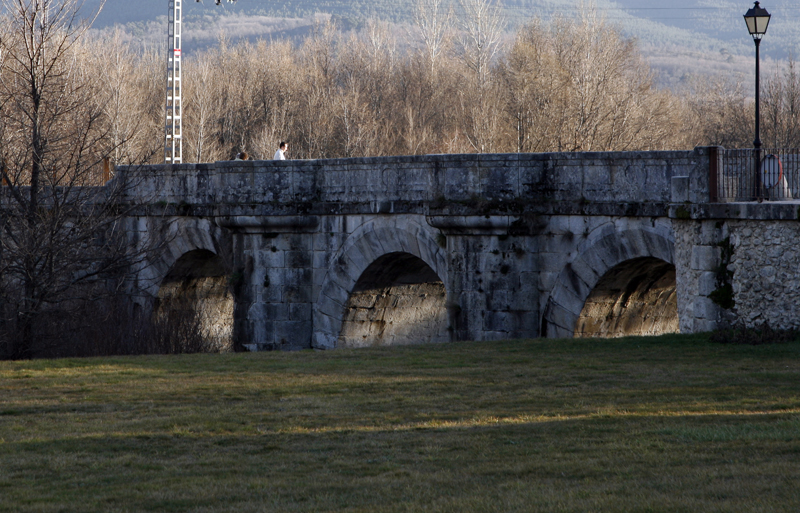
Vista del puente
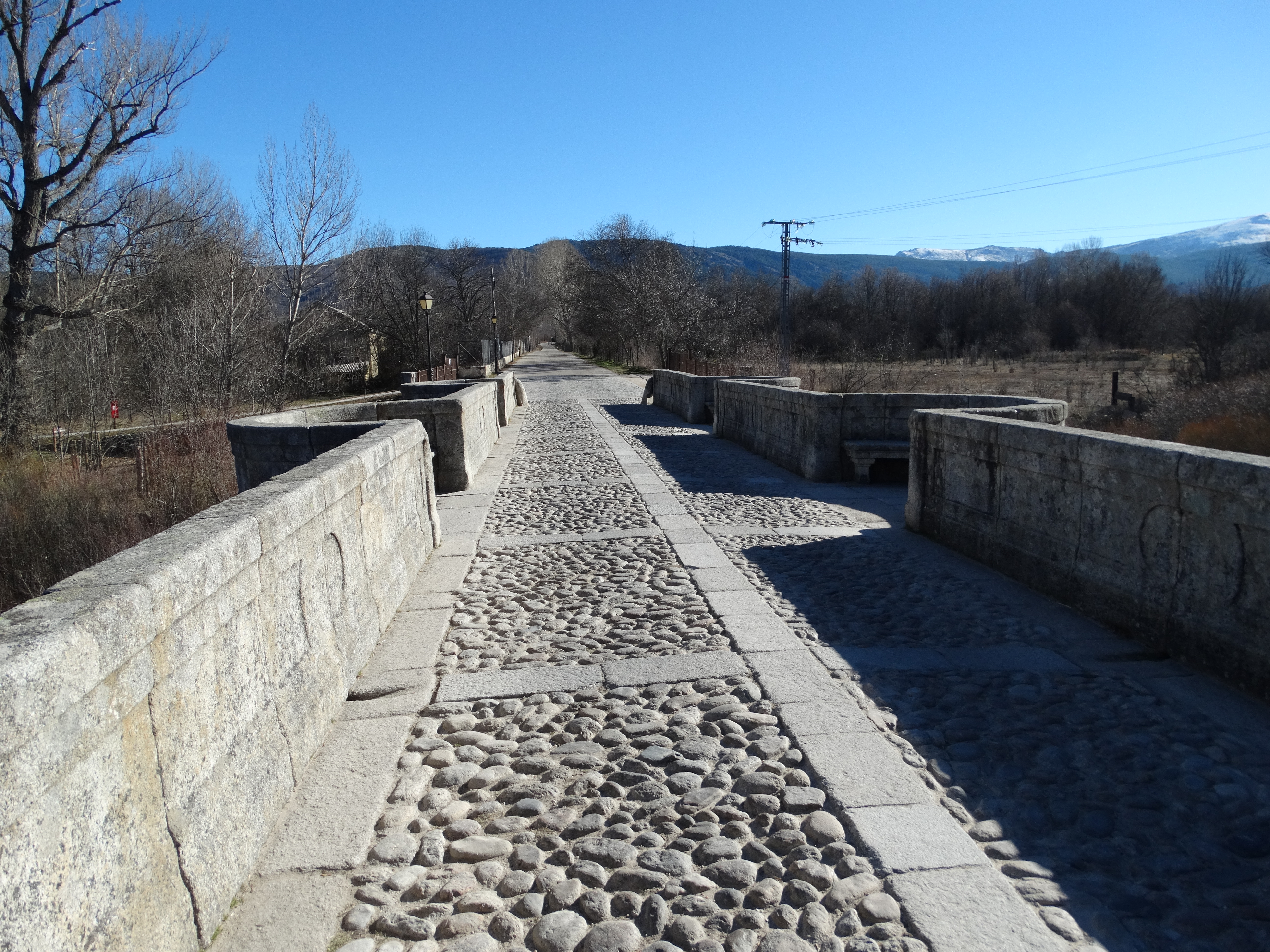
Tablero empedrado del puente
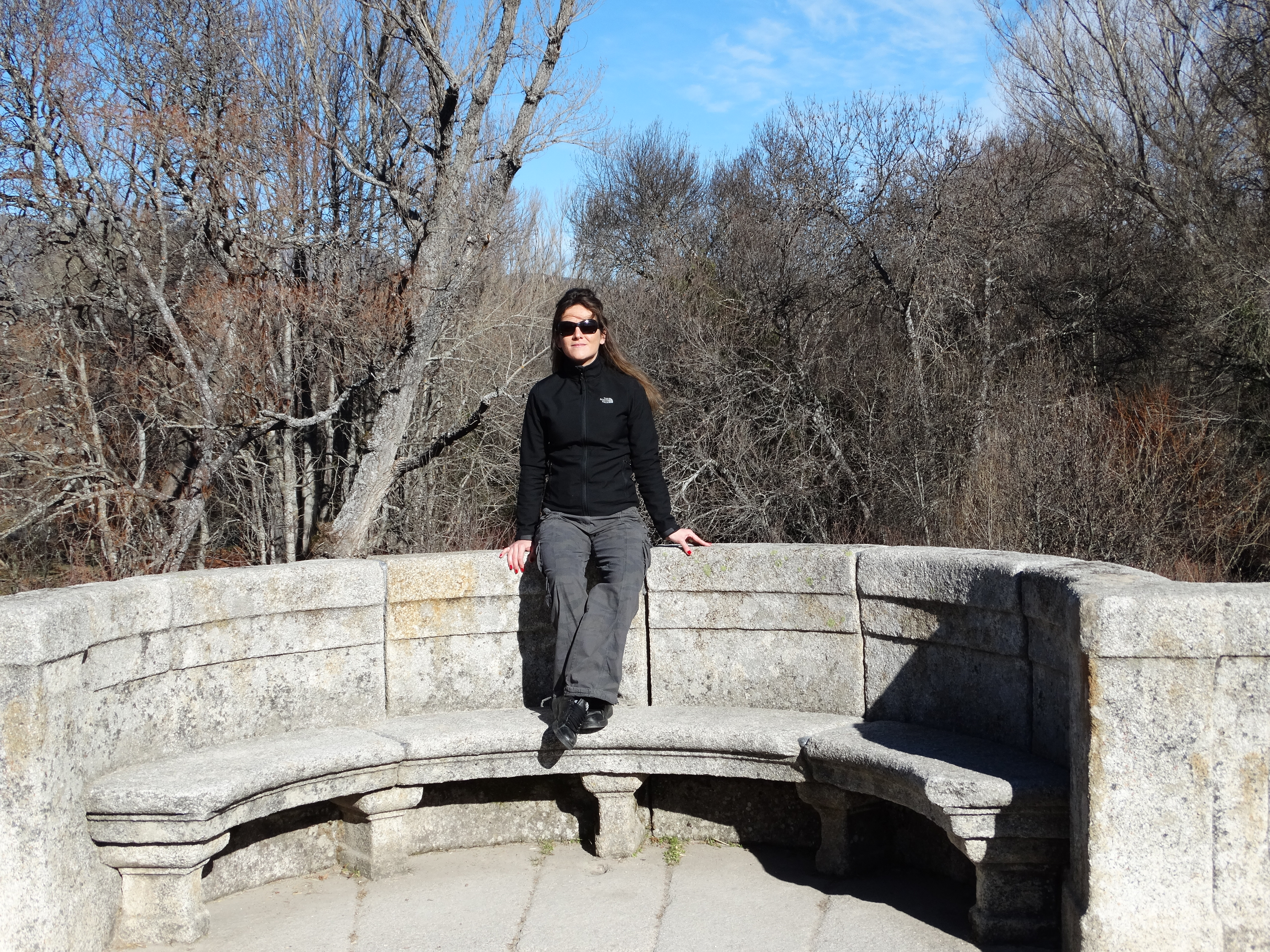
Descansadero con banco en semicírculo
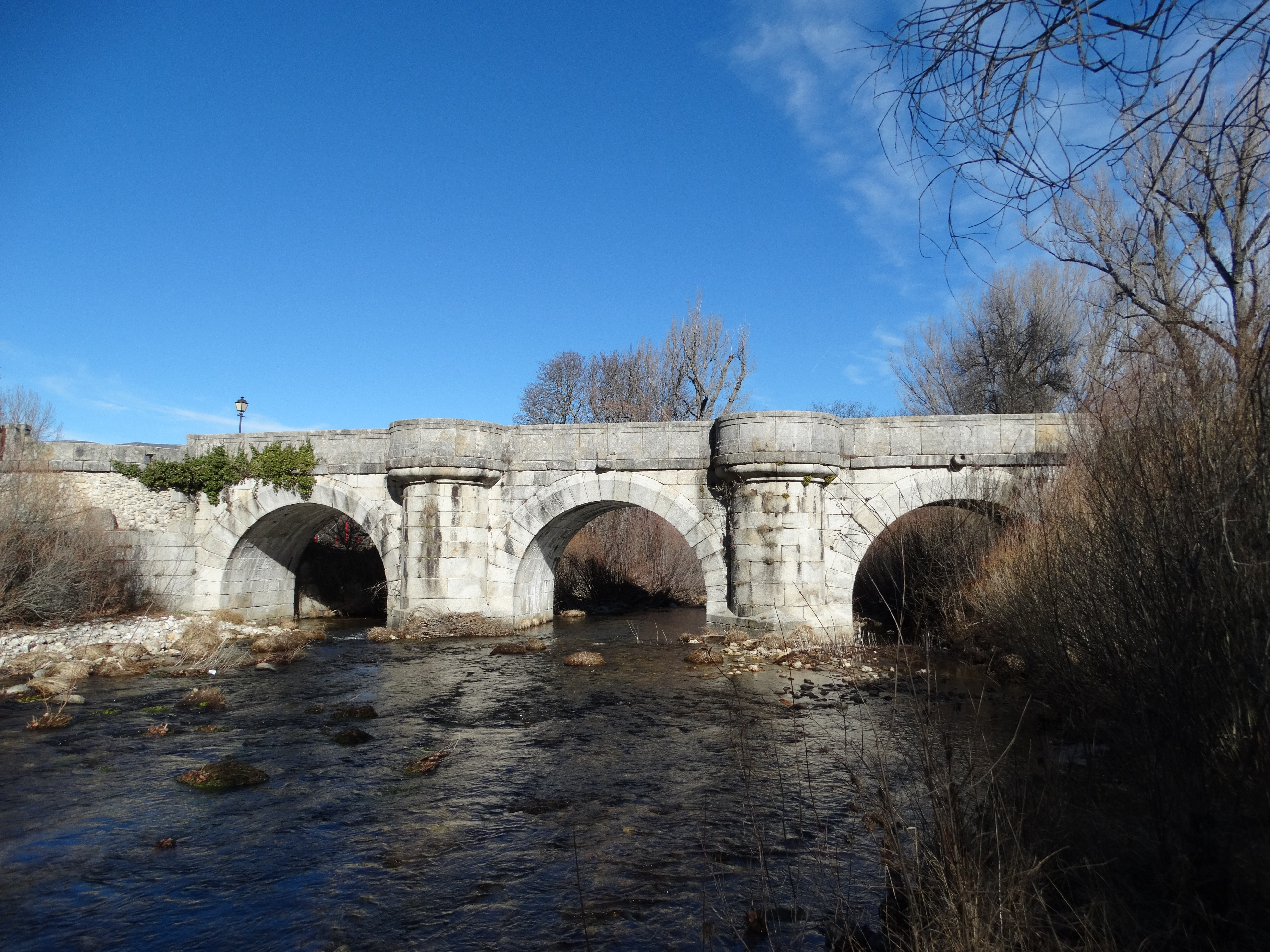
Panorámica del puente desde aguas arriba